# Crkveni namještaj
Crkveni namještaj su svi predmeti u unutrašnjosti crkve koji služe za obavljanje bogoslužja. Mogu biti od raznih materijala, a stilski odgovaraju umjetničkom razdoblju u kojem su nastali.

## Namještaj
Oltar ili žrtvenik – stol na kojem se služi misa, a na oltaru stoji stalak za misal – legile. 
Spremnica za čuvanje sakramenta, nekad kustodija u zidu, a u suvremenosti tabernakul u obliku ormarića. 
U apsidi su supselije – stolice za svećenike ili biskupski tron u prvostolnici, ili pak korske klupe u samostanskoj crkvi. 
Pjevalište – mjesto za pjevački zbor, prvo je bilo uz oltar, a potom prelazi na kor, uzdignuto mjesto iznad ulaza; u suvremeno vrijeme opet se vraća uz oltar.
Ambon ili štionik – povišeno mjesto u prednjem dijelu crkve za navještaj evanđelja. Nekad je za to služila propovjedaonica, raskošno i visoko uzdignuto mjesto u prednjem dijelu ili u sredini glavne lađe.
Baptisterij ili krstionica – malen bazen za krštenja, uglavnom u prednjem dijelu crkve.
U glavnim i sporednim lađama crkve nalaze se klupe za vjernike te ispovjedaonice, uza zidove sa strane ili u stražnjem dijelu crkve.
Pričesna klupa pred kojom se kleči pri primanju pričesti.

## Poveznice
- Kršćanska umjetnost
- Crkvena arhitektura
- Crkvena glazba
- Liturgijska glazba
- Kršćanska glazba
- Vjerska glazba
- Bogoslužje
- Namještaj

## Vanjske poveznice
|  | Zajednički poslužitelj ima još gradiva o temi Crkveni namještaj             |
|  | Zajednički poslužitelj ima još gradiva o temi Crkveni namještaj u Hrvatskoj |

- Ante Vranković: Kršćanin je čovjek srca, Vrijeme srca, 2/2016., 3. lipnja 2016.

| Portal:Kršćanstvo | Portal: Kršćanstvo |